# Takuro Iwai
Takuro Iwai (japanisch 岩井 琢朗 Iwai Takuro; * 27. November 2002 in Okayama, Präfektur Okayama) ist ein japanischer Fußballspieler.

## Karriere
Takuro Iwai erlernte das Fußballspielen in der Schulmannschaft der Higashi Fukuoka High School sowie in der Universitätsmannschaft der Juntendō-Universität. Die Saison 2024 wurde er von der Universität an den Zweitligisten JEF United Ichihara Chiba ausgeliehen. Sein Zweitligadebüt gab Iwai am 30. Juni 2024 (22. Spieltag) im Auswärtsspiel gegen Shimizu S-Pulse. Bei der 2:0-Niederlage wurde er in der 78. Minute für Kazuki Tanaka eingewechselt. Nach der Ausleihe wurde Iwai am 1. Februar 2025 fest von JEF United unter Vertrag genommen.